# (73367) 2002 KV8
(73367) 2002 KV8 – planetoida z pasa głównego asteroid okrążająca Słońce w ciągu 5,35 lat w średniej odległości 3,06 j.a. Odkryta 29 maja 2002 roku.